# Kopalnia Węgla Kamiennego Siemianowice
Kopalnia Węgla Kamiennego Siemianowice (pierwotne nazwy: Vereinigte Siemianowitzer Steinkohlengruben, Laurahütte, Richter) – kopalnia węgla kamiennego w Siemianowicach Śląskich działająca w latach 1855–1993

## Historia

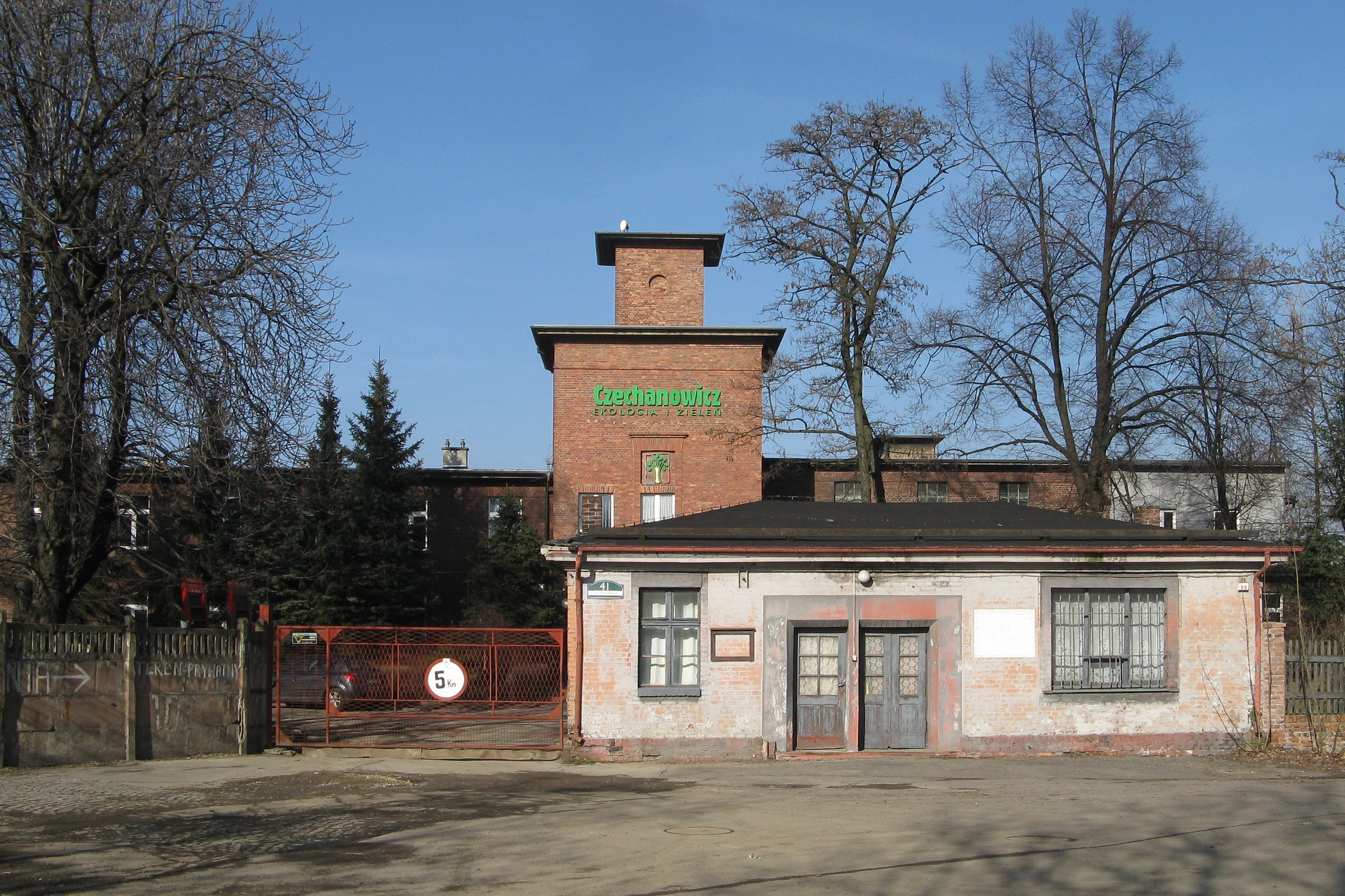
Wejście do rejonu III (Michał) – zespół szybu Północnego (2019)

Początki datuje się na rok 1855 kiedy to przez połączenie kilku pól górniczych i kopalń uruchomiono kopalnię pod nazwą Vereinigte Siemianowitzer Steinkohlengruben. Właścicielem był Karol Hugon Henckel von Donnersmarck. W 1908 roku rozdzielono ją na 2 zakłady o nazwach: Laurahütte i Richter. Kopalnie w 1925 roku połączono w jeden zakład o nazwie: Huta Laura i Richter. W 1933 Huta Laura została unieruchomiona, a jej pole połączono z kopalnią Richter i w 1937 roku zmieniono nazwę na: Siemianowice. W czasie okupacji hitlerowskiej należała do koncernu Hermann Göring, który uruchomił ponownie kopalnię Huta Laura i oddzielił ją od kopalni Richter. W 1945 roku kopalnie zostały ponownie połączone pod nazwą Siemianowice. Po restrukturyzacji kopalnia Siemianowice weszła w skład Rudzkiej Spółki Węglowej SA. W 1993 rozpoczęto likwidację kopalni. W czasie likwidacji nosiła nazwę: KWK Siemianowice – ZG Rozalia. W 2010 działały szyby Bańgów oraz Siemianowice III (zob. wieża wyciągowa szybu Siemianowice III).
W kopalni wydarzyły się dwie katastrofy ze skutkami śmiertelnymi: 9 czerwca 1956 na skutek wybuchu gazów zginęło pięciu górników, a podczas tąpnięcia 22 maja 1985 kolejnych sześciu.